# ويليام دوز ميلر
ويليام دوز ميلر (بالإنجليزية: William Dawes Miller)‏ هو مهندس أمريكي، ولد في 1918، وتوفي في 1993 بسبب نوبة قلبية.